# Schönebegk

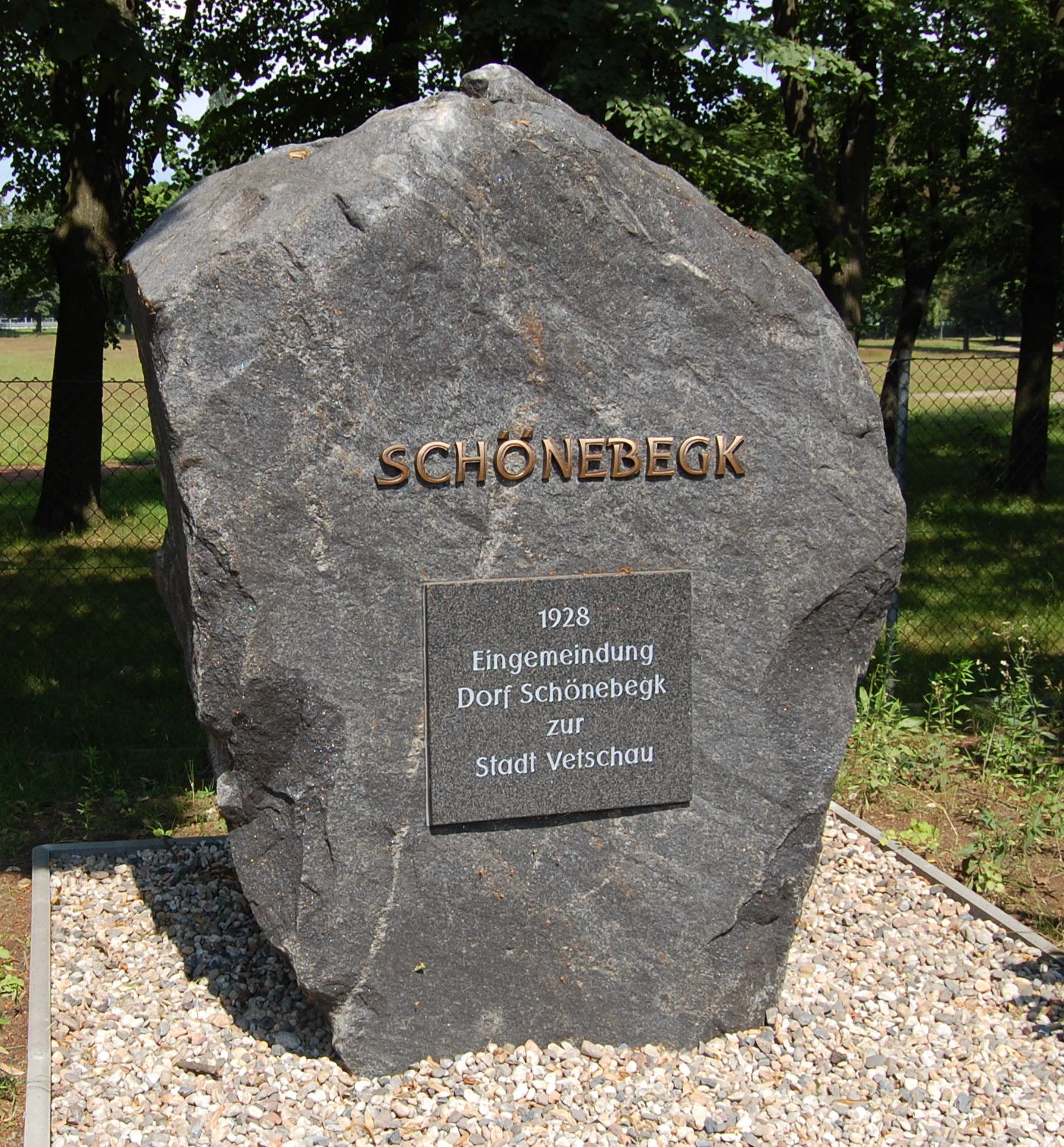
Gedenkstein für Schönebegk in Vetschau

Schönebegk, niedersorbisch Wjaska, auch Wóškalawa, ist ein ehemaliges Dorf im heutigen Landkreis Oberspreewald-Lausitz in Brandenburg. Der Ort wurde am 1. Januar 1928 in die Stadt Vetschau/Spreewald eingemeindet und gehört heute zum Zentralort.

## Lage
Schönebegk liegt in der Niederlausitz und im Spreewald im westlichen Teil der Stadt Vetschau. Die ehemalige Ortslage umfasst die heutige Ernst-Thälmann-Straße und die Friedrich-Ludwig-Jahn-Straße sowie alle weiteren angrenzenden Straßen. Umliegende Ortschaften sind Stradow im Norden, Suschow im Nordosten, Vetschau im Osten, Repten im Süden, Koßwig im Südwesten sowie Göritz im Nordwesten.
Westlich von Schönebegk verläuft die Landesstraße 49 von Lübbenau nach Cottbus, östlich verläuft die Landesstraße 54 nach Burg. Außerdem verläuft die Bundesautobahn 15 in der Nähe des Ortes. Der nördliche Teil Schönebegks wird durch die Bahnstrecke Berlin–Görlitz begrenzt.

## Geschichte
Schönebegk wurde im Jahr 1527 mit der Schreibweise Schonbegk erstmals urkundlich erwähnt. Der Ortsname beschreibt die Lage des Ortes an einem schönen Bach, gemeint ist das Vetschauer Mühlenfließ, welches westlich an Schönebegk vorbeifließt. Der Namensteil Schön war im Mittelalter sehr beliebt, um Siedler anzulocken. Der sorbische Ortsname Wjaska bedeutet Dörfchen.
Für seine Statistik über die sorbische Bevölkerung in der Lausitz ermittelte Arnošt Muka in den 1880er-Jahren eine Einwohnerzahl von insgesamt 169, davon waren 90 Einwohner Sorben und 79 Einwohner Deutsche, was einem sorbischsprachigen Anteil von 53 % entspricht.
Nach dem Wiener Kongress ging die Niederlausitz 1815 an das Königreich Preußen über. 1816 wurden dort neue Kreise gebildet, Schönebegk fiel bei dieser Kreisreform an den Landkreis Calau. Zum 1. Januar 1928 wurde Schönebegk nach Vetschau eingemeindet. Nach dem Zweiten Weltkrieg wurde Schönebegk als Teil Vetschaus dem Kreis Calau zugeordnet, der im Bezirk Cottbus lag. Nach der Wende lag die Ortslage zunächst im Landkreis Calau in Brandenburg. Im Zuge der brandenburgischen Kreisreform kam Schönebegk am 6. Dezember 1993 an den Landkreis Oberspreewald-Lausitz. Schönebegk ist heute baulich mit dem Zentralort Vetschau verbunden und gehört offiziell auch zu diesem.

## Einwohnerentwicklung
| Jahr | Einwohner |
| ---- | --------- |
| 1875 | 187       |
| 1890 | 357       |
| 1910 | 596       |
| 1925 | 554       |

## Persönlichkeiten
- Richard Hellmann (1876–1971), Unternehmer, geboren in Schönebegk